# 法兹诺
拿督乌理玛哈芝法茲诺（1939年3月13日—2002年6月23日）是马来西亚政治家和伊斯兰宗教师。他曾于1989年至2002年期间担任泛马来西亚回教党（现伊斯兰党）主席，并是1999年至2002年间反对党联盟替代阵线的主席。
他也是埃及开罗艾资哈尔大学校友。其儿子莫哈末法依斯也是现任槟城州议会柏玛当巴西州议员，也是国家诚信党（由伊斯兰党开明派组成的新政党）青年团署理团长。
法兹诺担任伊党主席期间，透过民主行动党在内的跨族群在野联盟对抗马哈迪政府，同时广招年轻的穆斯林专业人士加入伊党。

## 政治生涯
在1983年回教党党选后，法茲诺成为该党副主席，而当时尤索夫·拉瓦是该党的主席。尤索夫在该次党选中的胜利象征着回教党保守派的胜利。保守派主张向伊朗伊斯兰革命学习，并使马来西亚成为伊斯兰国。
1989年尤索夫因身体抱恙而辞去该党主席，并交由法茲诺继位。回教党在他的领导下，从强硬派逐渐走向温和派。其中包括了重新调整党的方向，使其远离传播宗教教义，并更加注重减轻贫困等社会以及经济等问题。这种方法使该党赢得更多的选票，如1990年和1999年马来西亚大选分别取得吉兰丹和丁加奴（现称登嘉楼）州的执政权。他担任该党主席期间与民主行动党、国民公正党（现人民公正党）以及马来西亚人民党组成替代阵线，该反对党联盟在1999年的大选中取得比以往来得好的成绩。虽然他面对党内保守派的批评声浪，但他认为与非穆斯林政党合作是因为该党的“正义斗争”是为了所有马来西亚人，不该只局限于马来人以及穆斯林。
法茲诺也为该党注入新血，如莫哈末哈达、祖基菲里阿末和纳沙鲁丁末依沙等年轻的专业人士便于当时加入党，使党的未来领导变得多样化。

## 逝世
2002年6月23日法茲诺进行心脏搭桥手术后逝世。之后该党的主席便由哈迪阿旺接任至今。